# Ikah
Ikah ist eine igboide Sprache des Igbo-Dialektclusters aus der Sprachfamilie der Niger-Kongo-Sprachen.
Sie wird im Jahre 2000 von 22.772 Menschen im Bundesstaat Delta State in Nigeria gesprochen.

## Ikah in Akwa Ibom
- Der Ika-Dialekt unterscheidet sich vom Dialekt des Volkes der Ika aus dem Akwa-Ibom-Staat Nigerias (das Lokal Government Area Ika des Akwa-Ibom-State von Nigeria oder Ika-Annang-Volk).

- Annang ist ebenfalls die Sprache (Annang / Ibibio / Efik-Gruppe) des Lokal Government Area Ika des Akwa-Ibom-(Ika-Volk aus Akwa-Ibom)-Staats Nigerias. Dieser unterscheidet sich von der Sprache Ikah, welche eine der Sprachen ist, die im Bundesstaat Delta in Nigeria gesprochen werden.